# 앨리슨 스카글리오티
앨리슨 스카글리오티(Allison Scagliotti, 1991년 10월 21일 ~ )는 미국의 배우이다. 대표적인 작품으로 CSI: 과학수사대와 퍼슨 오브 인터레스트가 있다.

## 내력
이탈리아계 미국 가정 출신으로 11살때 로스앤젤레스에 이주한 뒤 연기 교육을 받았다. 뉴욕대학교의 영화과에 재학하였으나 휴학하고 버클리 음악 대학에서 학사학위를 취득 한다. 그후 CSI: 과학수사대같은 TV시리즈에 출연하며 배우로 활동중이다.

## 출연 작품들
- 드레이크와 조쉬
- 웨어하우스 13
- 조이 101
- 스몰빌
- 뱀파이어 다이어리
- 퍼슨 오브 인터레스트
- CSI: 과학수사대